# Zagadnienie gazeciarza
Zagadnienie gazeciarza (ang. newsboy problem) – problem decyzyjny związany z wyznaczeniem optymalnego poziomu zamówienia, gdy znane są wartości:
{\displaystyle S_{n}} – strata wynikła z powodu nieobsłużenia klienta (niedoszacowanie popytu) 

{\displaystyle S_{p}} – strata spowodowana niesprzedaniem jednostki towaru (przeszacowanie popytu) 

{\displaystyle D} – popyt, będący zmienną losową o rozkładzie dyskretnym
Problem swą nazwę zawdzięcza nawiązaniu do sytuacji ulicznego gazeciarza, który staje przed problemem – ile gazet wziąć rano z drukarni? Jeśli weźmie za dużo, części gazet nie sprzeda, przez co poniesie stratę. Jeśli natomiast weźmie za mało, poniesie stratę z powodu nieobsłużenia klienta (ta strata to koszt alternatywny).